# Дарбандсар
Дарбандсар (на персийски: دربندسر) е ски курорт в Иран, открит през 1982 г. Разположен е в планините Алборз в близост до другите ирански зимни курорти Дизин и Шемшак.
Курортът е основан от частна компания. От 2008 г. след официалното признаване от Международната федерация по ски в него се провеждат международни състезания.
Ски сезонът продължава от декември до април. Най-долната точка на пистите е с надморско равнище 2650 m, най-горната е на 3150 m, денивелацията е 530 m. Високото надморско равнище и обилните валежи осигуряват добри условия за ски и сноуборд. Снежната покривка е с високо качество, дебелина ѝ стига до 2 m в долната част на пистите и 4 m в горната им част.
През 2011 г. се въвежда в експлоатация 12-местен кабинков лифт с дължина 1830 m, построен със съвместно участие на местна администрация, частна компания и Иранската федерация по ски. Освен него на разположение на гостите има 2 седалкови лифта и 3 влека.
Намира се на 2 km от Шемшак и на 10 km от Дизин. Възможно е спускане от Дизин до Дарбандсар, но няма съоръжения за връщане обратно. Наблизо се намира привлекателен обект за катерачите по заледени скали – леденият водопад Хамалун. Освен писти за алпийски ски дисциплини има терени, които се използват и за ски бягане. На север от курорта се намира долина Талтанге, където има условия за ски през месеците юни-юли.
Курортът разполага с 2 ресторанта, но няма хотел и възможности за нощувки.
Разположен е до село Дарбандсар на около 60 km североизточно от Техеран и до него се стига само с автомобилен транспорт. За последния участък на пътя през зимата трябва да се използват вериги за гуми.
Територията на курорта е подходяща за туризъм и каране на планински велосипед. Мястото се използва от алпинисти за трениране и аклиматизиране преди покоряване на връх Дамаванд (5670 m).